# Blue (조니 미첼의 음반)
《Blue》는 캐나다의 싱어송라이터 조니 미첼의 네 번째 스튜디오 음반으로, 1971년 6월 22일, 리프리즈 레코드에서 발매되었다. 전적으로 미첼이 작사, 작곡, 프로듀싱한 이 곡은 1971년 캘리포니아주 할리우드의 A&M 스튜디오에서 녹음되었다. 그레이엄 내시와 결별한 직후와 제임스 테일러와의 격렬한 관계 속에서 만들어진 《Blue》는 〈A Case of You〉의 열광부터 〈This Flight Tonight〉의 불안감까지 다양한 관계의 측면을 탐구한다. 이 곡들은 피아노, 기타, 애팔래치안 덜시머에 간단한 반주를 특징으로 한다. 음반은 영국 음반 차트 3위, 캐나다 음반 차트 9위, 빌보드 200 차트 15위를 기록했다.
오늘날 《Blue》는 일반적으로 음악 평론가들에 의해 역사상 가장 위대한 음반 중 하나로 여겨진다. 2000년 1월, 뉴욕 타임스는 《Blue》를 "20세기 대중음악의 전환점과 절정"을 대표하는 25개의 음반 중 하나로 선정했다. 2020년, 《Blue》는 《롤링 스톤》이 선정한 "역사상 가장 위대한 음반 500장"에서 역대 세 번째로 위대한 음반으로 선정되었다. 2017년 7월, 《Blue》는 NPR에 의해 여성이 만든 가장 위대한 음반으로 선정되었다.

## 배경
1970년 1월, 〈Woodstock〉과 같은 세 장의 음반과 노래의 성공에도 불구하고, 미첼은 공연을 중단하기로 결정했다. 1970년 초봄, 그녀는 유럽으로 휴가를 떠났다. 크레타섬에 머물며 마탈라에 머무르는 동안, 그녀는 《Blue》에 나오는 노래들 중 일부를 작곡했다. 이 여정은 〈Carey〉와 〈California〉의 배경이 되었다. 〈Carey〉는 〈California〉에서 "고대 그리스의 레드넥" 역할을 했던 캐리 라디츠라는 이름의 미국인과의 관계에서 영감을 받았다. 《Blue》에 실린 곡들 중 일부는 1968년부터 1970년까지 미첼과 그레이엄 내시의 관계에서 영감을 받았다. 그녀가 유럽으로 떠났을 때 그들의 관계는 이미 문제가 있었고, 그녀가 포르멘테라섬에 있는 동안 그녀는 내시에게 그들의 관계가 끝났음을 알리는 전보를 보냈다. 노래 〈My Old Man〉과 〈River〉는 그들의 관계에서 영감을 받은 것으로 생각된다.
이 음반의 등장을 이끈 미첼의 인생에서 또 다른 중추적인 경험은 제임스 테일러와의 관계였다. 그녀는 1970년 여름까지 테일러와의 격렬한 관계를 시작했는데, 영화 《자유의 이차선》 촬영장에 그를 방문했는데, 이 영화의 아우라가 ‘This Flight Tonight’에서 언급되었다. 노래 〈Blue〉와 〈All I Want〉는 테일러와의 관계, 그가 헤로인 중독에 대해 구체적으로 언급하고 있다. 1971년 1월 《Blue》를 만드는 동안, 그들은 여전히 매우 사랑하고 관여했다. 그의 어려움에도 불구하고, 미첼은 그녀가 테일러에서 짝짓기를 할 수 있는 사람을 찾았다고 느꼈던 것 같다. 3월이 되자 그의 명성이 폭발하면서 마찰이 빚어졌다. 그가 관계를 끊자 그녀는 큰 충격을 받은 것으로 알려졌다.
1979년 미첼은 "《Blue》, 보컬에서 부정직한 음정은 거의 없습니다. 그 시절에는 개인적인 방어가 없었습니다. 저는 담배갑에 붙은 셀로판 포장지가 된 기분이었어요. 세상에 비밀이 전혀 없는 것 같았고 내 인생에서 강한 척 할 수 없었습니다. 행복해지거나요. 하지만 음악에서 이것의 장점은 거기에도 방어가 없다는 것입니다."라고 말했다.

## 표지 및 발매
그림을 표지로 삼았던 이전 작품들과는 달리 《Blue》는 사진을 내세웠다. 사진은 배우 팀 콘시딘이 촬영한 것으로, 콘시딘은 콜린스가 공연에서 부른 〈Both Sides Now〉에 감명을 받아 1968년 로스앤젤레스의 극장 트루바도어에서 열린 공연에서 미첼의 모습을 찍었다. 어두운 곳에서도 좋은 사진이 나올 수 있도록 치과 의원에서 사용하는 필름을 쓴 콘시딘은 현상까지 마치고 이튿날 대기실에서 미첼에게 처음으로 사진을 보여주었다. 게리 버든은 청사진 느낌이 나오게 흑백의 사진을 채색했지만, 콘시딘은 "사진의 부드러움을 해친다. 끔찍하다"고 말하며 부정적인 반응을 내비쳤다. 야프는 표지에 대해 "황홀경에 빠진 것 같기도 하고, 애수가 어린 것 같기도 하고, 같이 느껴지기도 한다"라고, 몽크는 애틋한 사랑의 한계의 비통함과 현실을 적나라하게 보여준다 표현하였다.
《Blue》는 리프리즈 레코드에서 1971년 6월 22일에 발매됐으며, 장시간 음반, 카세트 테이프, 8트랙 카트리지 및 오픈릴 오디오 형식으로 판매하였다. 미국 빌보드 톱 LP 차트에서는 15위까지 올라가 총 28주 간 차트에 머물렀다. 캐나다의 잡지 RPM이 집계하는 차트에서는 9위를 기록했고, 영국 음반 차트에선 3위 달성과 함께 19주 동안 이름을 올렸다. 한편 레이블에서는 같은 해 8월과 10월에는 B사이드로 〈This Flight Tonight〉과 〈A Case Of You〉가 수록된 〈Carey〉와 〈California〉를 싱글 컷하였고, 그중 전자는 빌보드 핫 100에서 93위에 진입했다.

### 재발매
1987년 리프리즈는 리마스터링 과정을 거쳐 콤팩트 디스크 형식에 담긴 《Blue》를 제작하였고, 1997년부터는 HDCD 형식으로도 음반을 판매했다. 2012년에 발매한 박스 세트 《The Studio Albums 1968-1979》과 조니 미첼 아카이브스 프로젝트의 일환으로 나온 《The Reprise Albums (1968-1971)》에 음반이 온전히 수록됐다. 또한 《Blue》의 50주년을 기념해 가사가 다른 초기 버전의 〈California〉와 〈A Case Of You〉, 미수록되었던 〈Hunter〉와 〈Urge For Going〉, 프렌치 호른을 추가한 〈River〉를 담은 디지털 EP 《Blue 50 (Demos And Outtakes)》를 발매하였다. 음반의 표지는 콘시딘이 같은 공연에서 촬영한 다른 사진을 사용했다.

## 당시의 평가
발매 당시 《Blue》는 긍정적인 평가를 받았다. 가디언의 조프리 캐넌은 가사에서 이전의 세 음반보다 모험적인 면은 줄어들었지만, 음악적인 부분에서 대담해졌다고 하면서 이를 "공정한 교환"이라고 표현하였다. 또한 이전보다 여성을 대표하는 면이 줄어든 대신 노래들이 놀라울 정도로 독특하다고 이야기했다. 《사운즈》 매거진의 빌리 월커는 《Song to A Seagull》 이후로 목소리를 가장 잘 사용하였단 호평으로 시작하면서 가사의 단순화에 대해 "매력을 잃은 것이 아니라 그녀의 기술과 완벽한 예술성의 새로운 면을 공개한 것"이라고 언급했다. 《로스앤젤레스 타임스》는 다른 음반보다 미첼이 홀로 작업한 비중이 높다는 점을 호평하면서 "어느 정도의 절망과 후회의 시대부터 위로와 축하에 이르기까지 사랑과 로맨스를 다룬 놀랍도록 섬세한 초상화"라고 글을 작성했다.
잭 로이드는 필라델피아 인콰이어러에서 작성한 리뷰에서 《Blue》를 보석이라고 표현하며 미첼의 음악 경력에 있어서 최고작이 될 것이라고 썼다. 또 "캐나다에서 온 이 여성이 자기의 인생에서 이보다 더 나은 적이 없었다는 것을 보여주는 음반"이라고 언급했다. 시카고 트리뷴은 캐럴 킹의 《Tapestry》, 캐럴 홀의 《If I Be Your Lady》, 앨리스 스튜어트의 《Full Time Woman》 등을 함께 리뷰하며 1971년을 여성 싱어송라이터의 해라고 표현했다. 그중 “Blue”는 "나비가 날면서 즐기듯 들어야 하는 것이지 분석하며 듣는 것이 아니다"고 말하면서 "길을 따라 걷거나 바다를 여행하고 분위기나 경험을 하면서 수반되는 서글픈 슬픔에 휩싸여 있다"고 했다. 다만 〈River〉와 〈Urge for Going〉이 음반에서 제외된 것에는 아쉬움을 표했다.
《뉴욕 타임스》의 돈 헥맨은 〈A Case of You〉나 〈The Last Time I saw Richard〉와 같은 노래에 남은 예전의 미첼의 음악 스타일을 호평하면서 미첼의 음반들 중 가장 좋아하지 않을 음반이라며 혹평을 보냈다. 마지막에는 "예술적인 노래를 듣는 관객은 포크 발라드에 비해 턱없이 적기 때문에 조니 미첼은 둘 사이에서 결단을 내려야 할 처지에 놓였다."고 쓰며 리뷰를 끝냈다. 신시내티 인콰이어러의 알 루디스는 〈Both Sides Now〉, 〈Chelsea Morning〉과 같은 노래를 원하는 사람은 《Blue》에 실망했겠지만, 이 음반이 2류 작품과는 거리가 멀다고 언급했다. 루디스는 이전이 제임스 테일러와 같았다면 이번에는 존 레논에 영감을 받은 음악 스타일이 보인다고 평했다.
《멜로디 메이커》의 A. L.은 포크 신의 변화에 조니 미첼이 따라간 것은 "피할 수 없는 과정"으로 테일러, 닐 영, 밴 모리슨이 이미 거치고 갔다고 이야기하였다. 리뷰의 끝머리에서는 "이 음반은 5일 동안은 내 턴 테이블에서 떨어지지 않을 것이다"라고 긍정적으로 평가하였다. 《롤링 스톤》의 티모시 크루즈는 《Blue》가 "전반적으로 조니가 지금까지 발매한 음반 중 가장 자유롭고, 밝으며 가장 유쾌한 리듬감을 가지고 있는 음반"이라고 표현하며 "자신을 완전히 표현하기 위헤 우스꽝스러움을 보이는 위험을 무릅썼다... (중략) 그녀는 한때 포크 음악이라고 불렸던 것의 순수함과 정직함을 자신의 대중 음악 실력과 일치시켰으며, 나아가 혼합을 통해 대중 음악에 있어 우리에게 가장 아름다운 순간을 들려준다"고 극찬했다.
《빌리지 보이스》의 연례 설문 조사 패즈 & 잡에서는 비평가 부문에서 56포인트를 얻어 14위를, 독자 부문에서 107포인트를 얻으며 6위를 기록해 총합 9위에 자리하였다.

## 영향 및 유산

### 현재의 평가
| 전문가 평가                  | 전문가 평가 |
| 평가 점수                    | 평가 점수   |
| 출처                         | 점수        |
| ---------------------------- | ----------- |
| 그레이트 록 디스코그래피     | 9/10        |
| 대중음악 백과사전            | [ 41 ]      |
| 롤링 스톤 앨범 가이드        | [ 42 ]      |
| 뮤직하운드                   | [ 43 ]      |
| 엔터테인먼트 위클리          | A+          |
| 올뮤직                       | [ 45 ]      |
| 크리스트가우스 레코드 가이드 | A           |
| 피치포크                     | 10/10       |
| About.com                    | [ 48 ]      |
| Q                            | [ 49 ]      |

현재 비평가들은 《Blue》를 가장 위대한 음반 중 하나로 꼽는다. 《피치포크》에 리뷰를 기고한 제시카 호퍼는 《Blue》에 만점을 주면서 "여태껏 만들어진 음반 중 가장 가슴 아픈 이별 음반일 것"이라고 표현하였고, 닐 영, 레너드 코언, 로라 나이로가 싱어송라이트 장르를 밀고 나갔으나 미첼의 해당 음반 만큼의 보폭을 이루어내지는 못했다고 리뷰하였다. 롤링 스톤 앨범 가이드의 마크 콜먼은 "긴 여정에 딸린 추억과 반성의 홍수 속에서 노래를 틀며 기억에 남는 비네트를 고른다"고 호평하며 별 다섯 개를 주었다. BBC의 폴 레스터는 "비틀즈의 해체가 청춘들의 단합 실패의 징후였다면 《Blue》는 그 결과물처럼 느껴진다."고 쓰며, 가사는 단순하지만 음악이 마치 가사를 수용하는 것처럼 들린다고 호평했다. 올뮤직의 제이슨 앙케니는 "어쿠스틱 포크 팝의 제약을 넘어 더욱 복잡하고 다양한 영역으로 이동하며 이후의 작품들에서 나타나는 실험적 스타일의 무대를 장식한다. 강렬함과 통찰력이 독보적으로 뛰어난 《Blue》는 분수령으로 남아 있다."고 극찬했다. About.com은 역사상 최고의 컨템퍼러리 포크 음악 음반이라고 평하며 "여러 세대의 작곡가들의 《Blue》의 노래에 감동을 받거나 영감을 얻었으나, 미첼의 창의적이고도 미묘한 서정성과 편곡을 적절히 모방할 수 있는 사람은 거의 없었다."고 극찬하였다.

#### 순위
《Blue》는 여러 출판지에서 공개한 역대 최고의 음반에 자주 이름을 올린다. 《롤링 스톤》이 선정한 역사상 가장 위대한 음반 500장에서는 2012년 판에서 30위를, 2020년 판에서 3위를 기록하였다. 특히 후자는 여성 음악가 중 가장 높은 순위에 위치한 것이다. 또한 여성이 만든 역사상 최고의 음반 부분에서는 아레사 프랭클린의 《I Never Loved a Man the Way I Love You》 다음으로 높은 2위를 기록하였다. NME가 1993년과 2013년에 선정한 역대 최고의 음반에서는 각각 28위, 63위로 선정되었으며, 2014년에 "당신이 죽기 전에 들어야 할 101장의 음반"에 음반을 선정했다. 이외에도 가디언, 컨시퀀스, 모조, 타임, USA 투데이, 블렌더, 타임스, 언컷 등이 선정한 역사상 최고의 음반 목록에 이름을 올렸다. 또한 페이스트, 피치포크가 선정한 1970년대 최고의 음반에 21위, 86위로 들었다. 이외에도 모조의 세상을 바꾼 100가지 작품에서 65위, 바이브가 선정한 20세기 필수로 들어야 할 음반 100장, 블렌더의 죽기 전에 소장해야 할 500장의 음반에 이름을 올렸다.
로버트 다이머리가 출판한 책 《죽기 전에 꼭 들어야 할 앨범 1001》에서 《Blue》를 꼭 들어야 할 음반으로 꼽았다. 여러 출판사의 음반 목록을 모아 순위를 매기는 어클레임드 뮤직에서는 1971년 음반 중에서 4위, 1970년대 음반 중에서는 16위를 기록했으며, 올타임에서는 49위에 위치해 있다.

## 이후 및 영향
로스앤젤레스 타임스에 글을 기고한 젠 펠리는 《Blue》의 유산은 즉 "70년대 중반 조니의 카탈로그를 보는 것"이라고 표현하였다. 펠리는 이어 《For the Roses》의 날카로워진 가사, 《Court and Spark》의 상업적 위엄, 재즈 퓨전의 실험을 거친 선견지명의 《The Hissing of Summer Lawns》와 기념비적 작품 《Hejira》가 모두 《Blue》로부터 뻗어나갔다고 말했다. 미국의 대통령 조 바이든은 케네디 센터 아너 관련 연설에서 《Blue》가 "모든 세대의 팬, 모든 장르의 아티스트들에게 영향을 끼쳤다"고 발언했다.
많은 사람들이 《Blue》에 대한 영향력에 대해 이야기하였다. 테일러 스위프트는 2012년 인터뷰에서 좋아하는 음반으로 《Blue》를 꼽으며 "자신의 가장 깊은 상처와 가장 마음을 심란하게 하는 것에 관한 노래를 썼다"고 언급했으며, 마돈나는 "엄청나다"고 표현하였다. 밥 딜런은 자신의 음반 《Blood on the Tracks》의 오프너 〈Tangled Up in Blue〉가 《Blue》를 일주일 동안 들은 후 영감을 얻어 만들게 되었다고 후일담을 전했다. 제임스 블레이크는 본 이베어의 첫 번째 음반과 조니 미첼의 음반이 전자 음악에 자신의 목소리를 섞도록 만들었다고 밝혔다. 이후 블레이크는 EP 《Enough Thunder》에서 〈A Case of You〉를 리메이크했다. 플릿 폭시스의 로빈 펙놀드는 《Blood on the Tracks》와 함께 《Blue》로 작곡 공부를 하였으며, 크로스비는 음반을 "우리 시대 최고의 싱어송라이터가 만들어낸 최고작"이라고 묘사하였다. 로드는 《Melodrama》를 만들 당시 프로듀서였던 잭 안토노프가 《Blue》와 비교하며 멜로디 중심의 접근법을 취했다고 언급하였다. 해리 스타일스는 2집 《Fine Line》을 만들 당시 조니 미첼에게 덜시머를 만들어준 조엘렌 라피두스에게 덜시머를 구입하였으며, 수록곡 〈Canyon Moon〉에 사용하였다.

## 곡 목록
모든 곡들은 조니 미첼에 의해 작사/작곡하였다.
| #  | 제목             | 재생 시간 |
| -- | ---------------- | --------- |
| 1. | 〈All I Want〉   | 3:34      |
| 2. | 〈My Old Man〉   | 3:34      |
| 3. | 〈Little Green〉 | 3:27      |
| 4. | 〈Carey〉        | 3:02      |
| 5. | 〈Blue〉         | 3:05      |

| #  | 제목                            | 재생 시간 |
| -- | ------------------------------- | --------- |
| 1. | 〈California〉                  | 3:51      |
| 2. | 〈This Flight Tonight〉         | 2:51      |
| 3. | 〈River〉                       | 4:04      |
| 4. | 〈A Case of You〉               | 4:22      |
| 5. | 〈The Last Time I Saw Richard〉 | 4:15      |

## 참여진
크레딧은 《Blue》의 라이너 노트에서 발췌하였다.
| 음악 - 조니 미첼 – 프로듀싱, 애팔래치안 덜시머, 기타, 피아노 & 보컬 - 제임스 테일러 – 기타 (트랙 1, 4, 6, 9) - 러스 쿤켈 – 드럼 (트랙 4, 6, 9) - 스티븐 스틸스 – (트랙 4) - 스니키 피트 클라인나우 – 페달 스틸 기타 (트랙 6, 7) | 기타 - 헨리 루이 – 엔지니어 - 게리 버든 – 아트 디렉션 - 팀 콘시딘 – 커버 사진 |

## 차트
| 차트 (1971)               | 최고 순위 |
| ------------------------- | --------- |
| 캐나다 톱 앨범/CD (RPM)   | 9         |
| 노르웨이 앨범 (VG-리스타) | 24        |
| 영국 앨범 (OCC)           | 3         |
| 미국 빌보드 톱 LP         | 15        |

| 차트 (2021)                     | 최고 순위 |
| ------------------------------- | --------- |
| 벨기에 앨범 (울트라톱 플랑드르) | 44        |
| 스코틀랜드 앨범 (OCC)           | 82        |

## 인증
| 국가                       | 인증        | 판매량/출하량 |
| -------------------------- | ----------- | ------------- |
| 영국 (BPI)                 | 2× 플래티넘 | 600,000^      |
| 미국 (RIAA)                | 플래티넘    | 1,000,000^    |
| 오스트레일리아 (ARIA)      | 골드        | 35,000^       |
| ^출하량을 기반으로 한 인증 |             |               |

### 참고 자료
- 야프, 데이비드 (2017). 《Reckless Daughter: A Portrait of Joni Mitchell》. 뉴욕: 파라, 스트라우스 앤드 지로. ISBN 978-0-374715601.
- 비고, 마크 (2005). 《Joni Mitchell》. 래넘: 테일러 트레이드 퍼블리싱. ISBN 978-1-46166-202-0.
- 몽크, 캐서린 (2012). 《Joni: The Creative Odyssey of Joni Mitchell》. 밴쿠버: 그레이스톤 북스. ISBN 978-1-55365-838-2.
- 콜먼, 마크 (2004). 〈Joni Mitchell〉.   브래켓, 네이선; 호드, 크리스천. 《The New Rolling Stone Album Guide》 4판. 뉴욕: 사이먼 & 슈스터. 547쪽. ISBN 0-7432-0169-8.
- 그래프, 게리; 더촐스, 대니얼, 편집. (1999). 《MusicHound Rock: The Essential Album Guide》. 파밍턴힐스: 비저블 잉크 프레스. 769쪽. ISBN 1-57859-061-2. (가입 필요).
- 다이머리, 로버트 (2011). 《1001 Albums You Must Hear Before You Die》. 런던: 카셀. ISBN 978-1-78840-080-0.